# František Vencovský
František Vencovský (12. ledna 1923, Úsobí, Okres Havlíčkův Brod – 5. července 2006, Praha) byl český ekonom. Zabýval se zejména teorií měnové politiky a dějinami českého ekonomického myšlení.
V roce 1949 absolvoval Právnickou fakultu Univerzity Karlovy v Praze, kde byl žákem profesora Karla Engliše. Později získal na Vysoké škole ekonomické i titul docent (1993) a profesor (1997) pro obor finance.
Od roku 1970 pracoval jako poradce guvernéra České národní banky (dříve předsedy Státní banky československé, resp. guvernéra Národní banky československé). Od roku 1993 vyučoval na Vysoké škole ekonomické v Praze. Z jeho dalších aktivit lze jmenovat předsednictví ve vědeckém grémiu České bankovní asociace, členství ve vědecké radě Fakulty financí a účetnictví VŠE a redakčních radách časopisů Finance a úvěr, Politická ekonomie a Bankovnictví.
Od roku 2008 nese jeho jméno největší posluchárna Vysoké školy ekonomické – Vencovského aula.

## Publikační činnost
výběr

### Knihy
- Alois Rašín – 1992, 75 stran
- Karel Engliš, život a dílo – 1993, 164 stran
- Dějiny českého ekonomického myšlení – 1997, 433 stran
- Dějiny bankovnictví v českých zemích (vedoucí autorského kolektivu a vědecký redaktor) – 1999, 595 stran
- Měnová politika v české historii – 2001, 96 stran
- Vzestupy a propady československé koruny, historie československých měnových poměrů 1912 – 1992

### Významnější studie
- Měnová a finanční politika v letech 1918 až 1938. Národní hospodářství, 9/1991
- Peněžní politika v ekonomické reformě. Národní hospodářství, 3/1992
- Bílá místa v utváření peněžního trhu. Národní hospodářství, 11/1992
- Naše měnové reformy a odluky. Finance a úvěr, 9/1993
- Možnosti a meze emisní politiky. Finance a úvěr, 8/1994
- Evropské centrální banky modernizují metody peněžní emise. Bankovnictví, 18/1994
- Finanční deriváty a peněžní politika. Finance a úvěr, 6/1995
- Řízení naší měny v prvním Československu. Finance a úvěr, 4/1996
- Měnový kurz v pohledu „mikro“ a „makro“. Sborník ze semináře České společnosti ekonomické, XI, 1998
- Utváření emisního mechanismu společné evropské měny. Finance a úvěr, 1/1999
- Banky a ekonomická rovnováha. Zpráva Bankovní asociace za rok 1999
- U zrodu Mezinárodního měnového fondu. Bankovnictví, 8/2000
- Ochrana bankovního klienta. Zpráva Bankovní asociace za rok 2000
- Karel Engliš, život a dílo. Acta oeconomica pragensia, 1/1993
- Přínos Karla Engliše pro ekonomickou vědu. Politická ekonomie, 4/2000
- Englišovo teleologické pojetí ekonomické vědy. Politická ekonomie, 8/1990
- Z vědeckého odkazu Karla Engliše. Finance a úvěr, 7, 8/2000

### Ostatní
- zpracování koncepce stálé expozice České národní banky „Peníze a lidé“, 2002

## Ocenění
- 1994 – zlatá medaile Masarykovy univerzity v Brně
- 1997 – Cena Karla Engliše
- 2001 – zlatá medaile Slezské univerzity v Opavě
- 2002 – zlatá medaile VŠB - TU v Ostravě
- 2003 – státní vyznamenání Za zásluhy o stát
- 2003 – Medaile Aloise Rašína VŠE v Praze